# کاروانسرای کبوتر خان
کاروانسرای کبوتر خان مربوط به دوره قاجار است و در شهرستان رفسنجان، روستای کبوتر خان واقع شده و این اثر در تاریخ ۷ مهر ۱۳۸۱ با شمارهٔ ثبت ۶۱۲۷ به‌عنوان یکی از آثار ملی ایران به ثبت رسیده است.